# Wola Młocka
Wola Młocka – wieś w Polsce położona w województwie mazowieckim, w powiecie ciechanowskim, w gminie Glinojeck.
| SIMC    | Nazwa                  | Rodzaj    |
| ------- | ---------------------- | --------- |
| 1053910 | Suchowierzbka Wolińska | część wsi |

Do wybuchu II wojny światowej siedziba wiejskiej gminy Młock. W latach 1975–1998 miejscowość administracyjnie należała do województwa ciechanowskiego.

## Osoby związane z Wolą Młocką
- Feliks Ostaszewski (1807–1876) – oficer powstania listopadowego, kawaler Orderu Virtuti Militari.